# Barðastrandarvegur

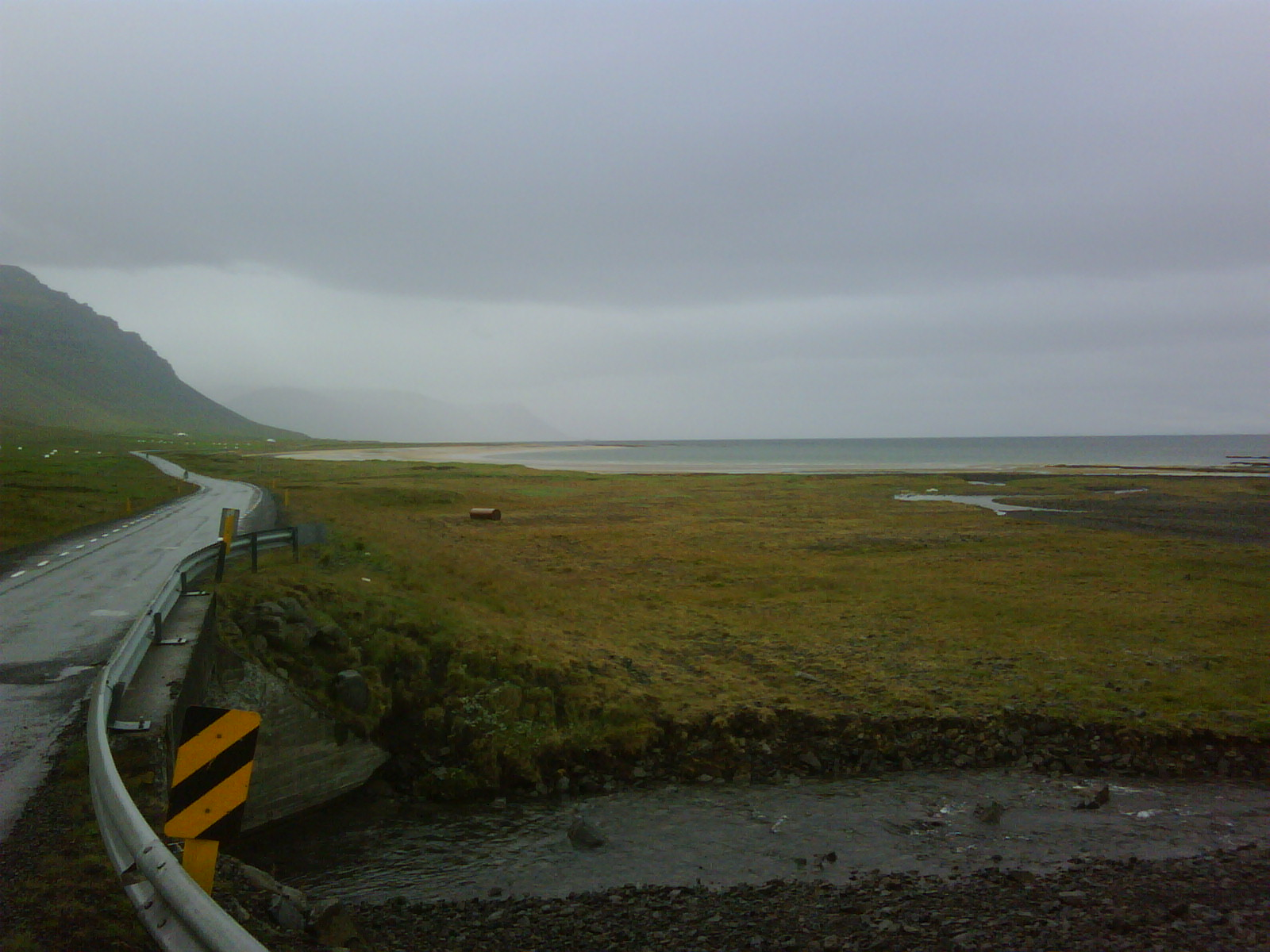
Strada 62

La Barðastrandarvegur (62) è una strada della penisola Vestfirðir in Islanda. Partendo dalla Patreksfjörður segue la costa verso sud-est in direzione della Vestfjarðavegur. Al termine del Patreksfjörður si congiunge con la Örlygshafnarvegur che porta a Látrabjarg.